# Overland Park
Overland Park è un comune (city) degli Stati Uniti d'America della contea di Johnson nello Stato del Kansas. La popolazione era di 192,536 persone al censimento del 2018, il che la rende la seconda città più popolosa dello stato, dietro Wichita, e la centotrentanovesima città più popolosa della nazione.

## Geografia fisica
Overland Park è situata a 38°58′56″N 94°40′15″W (38.9822282, -94.6707917).
Secondo lo United States Census Bureau, ha un'area totale di 75.6 miglia quadrate (195.22 km²).

## Società

### Evoluzione demografica
Secondo il censimento del 2018, c'erano 192.536 persone.

### Etnie e minoranze straniere
Secondo il censimento del 2010, la composizione etnica della città era formata dall'84,4% di bianchi, il 4,3% di afroamericani, lo 0,3% di nativi americani, il 6,3% di asiatici, il 2,1% di altre razze, e il 2,5% di due o più etnie. Ispanici o latinos di qualunque razza erano il 6,3% della popolazione.

## Amministrazione

### Gemellaggi
- Bietigheim-Bissingen